# إدارة السلع العلاجية
إدارة السلع العلاجية (بالإنجليزية: Therapeutic Goods Administration)‏ ومختصرها (TGA) هي مؤسسة تنظيمية تختص بالسلع العلاجية مثل الأدوية والأجهزة الطبية ومنتجات الدم والهندسة الوراثية في أستراليا. تعد هذه المؤسسة قسما في وزارة الصحة الأسترالية وقد تأسست وفقا لقانون السلع العلاجية لعام 1999.
إدارة السلع العلاجية مسؤولة عن إجراء أنشطة التقييم والرصد للتأكد من أن السلع العلاجية المتاحة في أستراليا ذات معيار مقبول وأن الوصول إلى أوجه التقدم العلاجي يحدث في الوقت المناسب.

## روابط خارجية
- TGA website
- Therapeutic Goods Act 1989
- New AU eCTD Guidance
- Australia Re-Releases M1 Guidance for CTD
- Articles by Australian's IT Scientist's for the TGA